# Take Me to Tomorrow
《Take Me to Tomorrow》는 1970년 5월, RCA 레코드에 의해 발매된 미국의 싱어송라이터 존 덴버의 두 번째 스튜디오 음반이다.
《레코드 월드》는 싱글 〈Follow Me〉가 "덴버를 히트메이커로 만들어 줄 아름다운 곡"이라고 말했다. 《캐시박스》는 그것을 "아주 예쁜 발라드가 작가 존 덴버에 의해 부드럽게 전달된다"라고 불렀다.

## 평가
| 전문가 평가 | 전문가 평가 |
| 평가 점수   | 평가 점수   |
| 출처        | 점수        |
| ----------- | ----------- |
| Allmusic    | [ 3 ]       |

올뮤직에서 그렉 애덤스는 "《Take Me to Tomorrow》는 예쁜 포크 음악과 보통 존 덴버와 연관된 "아이들의 지혜를 들어라"는 가사를 기대하는 사람들에게 놀라운 일이 될 것이라고 말했습니다. 트림과 변소를 언급하는 가사와 결합된 비교적 무거운 포크 록 사운드의 이 음반은 노골적인 정치 없이 폴 사이먼 또는 심지어 필 오크의 현실주의와 대문자 "I"의 중요성을 위해 노력합니다. 덴버는 에벌린 워의 고전 소설 《The Loved One》을 반영하는 묘지 사업에 대한 비꼬는 비평인 〈Forest Lawn〉을 포함한 두 곡의 톰 팩스턴 노래에 도전합니다. 예쁜 포크는 완전히 없는 것은 아닙니다. Aspenglow는 일반적으로 선집에 포함되는 컷입니다. 라이너 노트에 따르면, 《Take Me to Tomorrow》와 덴버의 솔로 데뷔 음반인 《Rhymes & Reasons》가 결합하여 1969년경 그의 콘서트 공연을 재현했으며, 《Rhymes & Reasons》는 쇼의 전반부를 더 가볍게 구성했으며, 《Take Me to Tomorrow》는 더 활기차고 뇌적인 후반부를 구성했습니다. 이러한 관점에서 볼 때, 음반은 목표를 달성했지만 일반적인 존 덴버 음반이 아니며 모든 팬들이 좋아하는 것은 아닙니다."라고 말했다.

## 곡 목록
모든 곡들은 특별한 언급이 없는 한 존 덴버에 의해 작사/작곡하였다.
| #  | 제목                    | 작사·작곡                         | 재생 시간 |
| -- | ----------------------- | --------------------------------- | --------- |
| 1. | 〈Take Me to Tomorrow〉 |                                   | 2:53      |
| 2. | 〈Isabel〉              |                                   | 3:16      |
| 3. | 〈Follow Me〉           |                                   | 2:51      |
| 4. | 〈Forest Lawn〉         | 톰 팩스턴                         | 2:33      |
| 5. | 〈Aspenglow〉           |                                   | 2:06      |
| 6. | 〈Amsterdam〉           | 자크 브렐, 모트 슈먼, 에릭 블라우 | 3:25      |

| #  | 제목                      | 작사·작곡     | 재생 시간 |
| -- | ------------------------- | ------------- | --------- |
| 1. | 〈Anthem-Revelation〉     |               | 2:01      |
| 2. | 〈Sticky Summer Weather〉 |               | 3:25      |
| 3. | 〈Carolina in My Mind〉   | 제임스 테일러 | 2:37      |
| 4. | 〈Jimmy Newman〉          | 팩스턴        | 2:15      |
| 5. | 〈Molly〉                 | 비프 로즈     | 3:38      |